# 17歳 (漫画)
『17歳』（じゅうななさい、SEVENTEEN）は、清水洋三による日本の漫画作品。『モバMAN』（小学館の携帯コミック配信サイト）において2009年1月2日より2011年3月4日まで配信された。全15話。単行本全2巻。単行本第2巻のキャッチコピーは「ふたりの未来はそこにある!!」。

## あらすじ
未来の地球。地球外生命体が襲来し200年に亘り占領された後、その異星人が突然姿を消して50年。「中央」に管理されながらも表面上は満たされた日々が続いていた。
17歳の高校生・タケロウは飢えも争いもない平和な街に生まれ育ったが、街を囲む壁の向こうの世界に憧れる毎日である。ある日、ふとしたきっかけで親しくなった同級生・ニコの秘密を知ったことで、世界の意味を知るために2人で「中央」を目指す旅に出る。

## 登場人物
南 タケロウ（みなみ タケロウ）
本作品の主人公。17歳の高校2年生。ヒカリ市で生まれ育ち、市内で自動車整備工場の「ミナミ自動車」を営む祖父と共に暮らす。祖父から1台の自動車を預かり、日々整備に精を出すが上手く動かせないでいる。
街を囲う壁の向こうの世界に憧れている。他の地球人同様、「フォリナー」のことは憎んでいる。
学校ではニコのことが何となく気になる存在であったが、ある日自分のお気に入りの場所である、通学途中の「ゲート」がよく見える広場に、自分と同じ理由でたびたびここに来ているニコと親しくなる。
「ロスト」に足が挟まれてしまったところを、不思議な力を使ったニコに助けられるが、助けに来た人々にニコがやったと言ってしまい、それを特警（ヒカリ市の「特殊警察」）にも聞かれ、結果ニコは連行される。正体がばれることも厭わず自分を助けてくれたニコを「売る」ようなことをしてしまったと後悔し、祖父の助言により救出を決意、祖父特製のクレーンを使って裁判所から助け出す。
「マスターロスト」であった、祖父から預かった車に乗り「どこか歪んだ」ヒカリ市を脱出、それまで自分たちが持っていなかった「勇気」を持って、ニコと2人「中央」を目指す旅に出る。
祖父から譲り受けた銃はこの世に3丁しかない「幻のリボルバー」で、「災いを呼ぶ凶銃」であるらしい。
名の漢字表記は「猛郎」。謎の男に「勇猛にして果敢な男」の名を持つと評される。
雪名 ニコ（ゆきな ニコ）
本作品のヒロイン。タケロウの同級生。大人しく従順であることから一部の女子に嫌がらせを受け、いいように使われている。
通学途中の「ゲート」がよく見える広場で何度かタケロウと過ごし、話をするようになる。
両親とは早くに死に別れ、赤の他人である里親に育てられて7年になる。しかし冷たく扱われており、義父にはセクハラを受け、更には危うく襲われそうになった。
「ロスト」に足を挟まれたタケロウを助けるために不思議な力を使うが、やって来た特警に連行されてしまう。裁判所で終身拘束刑が決まる直前、タケロウとその祖父によって救出される。
その正体は「フォリナー」の「残され組」である。但し、「フォリナー」の「大撤退」後に生まれた。だがニコは自身に、かつて地球人に対しひどいことをした「フォリナー」の血が流れていることを自覚、行った罪を背負い込もうとし、地球人に対し「逆らっちゃいけない」「文句を言っちゃいけない」「友人が命を落としそうにしてたら、助けなきゃいけない」と決めていた。
タケロウと共に「マスターロスト」に乗りヒカリ市を脱出、「中央」を目指して出発する。「この世界の意味が知りたい」と願う。
「フォリナー」は地球人に残虐なイメージを持たれているが、ニコはそれとは全く違う、泣き虫ですぐ慌てる、普通の女子である。
名の漢字表記は「二心」。謎の男に「ふたつの心をつなぐ者」の名を持つと評される。
じいちゃん
タケロウの祖父。名前は不明。「ミナミ自動車」のオーナー。
タケロウの両親がヒカリ市から脱出しようとし、捕まって処刑されたことをタケロウには隠していた。彼らを止められなかったことを後悔して生きてきた。
ニコを「売った」と悔やむタケロウに対し、大事なことは何かを諭し、決断させる。
ヒカリ市からの脱出にはタケロウたちと共に行くつもりであったが、予想外に早く動いた特警に銃撃される。タケロウたちの血路を開くため「中央を目指すのだ」と言い残し爆弾で自爆した。
詳しいことは合流してから話すつもりであったようだが、果たせなかったため、最も謎が多い人物となった。ニコの正体についても、「残され組」であること以上の詳細を知っていた模様。
謎の男
名前は不明。EPISODE3から登場する。頭からフードをかぶり、顔の上半分ははっきり描かれていない。
ハル市郊外に住むスーツ姿の老人に一夜の宿を借りており、この老人にある物を渡す。それを得た老人の行動を通じ、タケロウとニコを試す。イザックの街でも遠くから監視していた。残され組の村では重傷を負ったタケロウを治癒する。
残され組の村を出発した2人を見ながら、「マスターロスト」を私が与えたと言う。そしてその旅について、あせらずじっくりと長い目で見ていくという謎の言葉を残している。最後までその正体は明かされなかった。

## 用語
フォリナー
かつて地球に襲来した地球外生命体。外見は人間（地球人）と変わらない。「大侵略」を行い人間を虐殺、人口を100分の1にまで減らし、科学技術を利用出来なくし、200年に亘り地球を占領した。
50年前に忽然と地球を去った。理由は不明。人間はこれを「大撤退」と呼ぶ。完全には撤退出来なかった（或いはしなかった）ようで、地球に残った人々は人間から「残され組」と呼ばれ、憎悪の対象になっている。
地球上に様々な遺物を残しており、それらは「ロスト」と呼ばれる。また、衛星軌道上に電子機器を無効化する装置を多数残して行き、地球上では高度な科学技術はいまだに使えない。
残され組
50年前の「フォリナー」の撤退時に、地球に残った「フォリナー」の人々、及びその子孫。何故残ったのか、何人いるのかなどの詳細は不明。
ヒカリ市では、見つけ次第連行され、永久拘束される。
ロスト
「フォリナー」が地球上に残して行った遺物のこと。「フォリナー」の遺伝情報に反応し作動する。朽ち果てている物もあるが、それでも何らかのきっかけにより発動する。円盤型で触手の様な攻撃装置が付いている物体など、形態、機能は多数ある。
マスターロスト
タケロウとニコの駆る自動車型の「ロスト」。祖父が整備していた。乗り込んだ「フォリナー」の力により起動し、車内で思念することによって近辺の「ロスト」を遠隔操作することが出来る。通常時は普通の車と変わらない。
中央
正式には「中央政府」。地球上の全ての街を統治している。街には自治権を認めているが、物資はここからの配給がなければ維持出来ないため、逆らう街は無いらしい。どこにあるのか、どのような街なのかは不明。ニコは亡き両親に「すべての謎を解くカギ」があると言われていた。

## 主な舞台
ヒカリ市（ヒカリし）
EPISODE1の舞台。タケロウとニコの生まれ育った街。飢えも争いもない、平和で満たされた街であるが、高さ30mの壁に囲まれ、壁の向こうの世界への「ゲート」は月に1度、「中央」からの物資が配給されるときにしか開かない。
レクセレス市（レクセレスし）
EPISODE2の舞台。綴りは「REKCELEC」。2人が「中央」を目指す旅の途中で最初に出会った少年、キップの住む街。なぜか20歳未満の子供しかいない。ヒカリ市とは違って街の周りの壁は低めである。
ある事件をきっかけに、子供しかいない理由が明かされることになる。
ハル市（ハルし）
EPISODE3の舞台。タケロウとニコは、郊外に住むクルミと言う名の少女と、スーツ姿の老人と知り合いになる。
隣の市の住民からは見下されており、現市長は市民から「無能」と蔑まれている。
街の中心にフォリナーが建てた高い塔があり、そこには「人類の残した秘宝」が隠されていると言われている。その秘宝は「核兵器」だと伝わって来たが、実はピカソのゲルニカであった。ニコの力により塔自体も変貌し、それを見た街の人々はみな魅入られた。
イザックの街（イザックのまち）
EPISODE4の舞台。正式名称は不明。ニコいわく「すごくきれいな街」。ここでイザックという名の少年と出遭う。途中盗賊に襲われるがイザックは躊躇なく殺害する。実は街も人もイザックがロストの一種「夢を現実にできる機械」を利用し、頭の中で作り出した世界を他人の意識に送り込んでいたものであった。
マスターロストの力で「イザックの世界」から脱出したタケロウとニコは、この街に唯一残っているリイザという女性から、ある依頼を受ける。
残され組の村（のこされぐみのむら）
EPISODE5の舞台。正式名称は不明。「残され組」の第一世代である村長らにより40年前に作られた村である。この村長により、以前ニコが調べた、「フォリナー」と人間の関係が確認される。また村長は「残され組」の存在する理由についても知っており、2人に教えた。
村の外に出たいと願う若い村人の一部により、人間が来るが、その者たちは「フォリナー」の技術を狙う悪人であった。本性を現してから村人、そして村人に助勢したタケロウ、ニコと戦闘状態に陥り、タケロウは重傷を負う。

## 書誌情報
清水洋三 『17歳』 小学館〈ビッグコミックス モバMAN〉、全2巻
- 第1巻、2009年12月5日初版発行、ISBN 978-4-09-182725-8
- 第2巻、2011年5月3日初版発行、ISBN 978-4-09-183776-9